# قناة المجد الإخبارية
قناة المجد الإخبارية (سابقًا: خدمة المجد الإخبارية، قناة العالم اليوم) هي قناة مشفرة تابعة لقنوات شبكة المجد الفضائية، وهي خدمة إخبارية تقدم موجزًا إخباريًّا كل ساعة، إضافة إلى بعض الفواصل الإخبارية الأخرى، وقد بدأ بثها التجريبي في 1 ذو الحجة 1426 هـ الموافق 1 يناير 2006 ثم انتقل بثها ، وفيها بدأ البث الرسمي في 5 جمادى الأولى 1429 هـ الموافق 10 مايو 2008، وتملك القناة كشريط أخباري لمدة ساعة أو ساعات لكتابة خبر في كل يوم.

## البرامج القصيرة
تقدم القناة برامج قصيرة منها:
- من أقوالهم.
- الصحف السعودية.
- الصحف العربية.
- الصحف العالمية.
- أخبار اليوم.
- مواقيت الصلاة.
- النشرة الجوية.
- موضوعات الغلاف.
- كاريكاتير.
- أجندة.
- سيرة ذاتية.
- وتلك الأيام.

## البرامج والنشرات الإخبارية
وفي شهر رمضان 1430 هـ الموافق 2009، بدأت قناة المجد الاخبارية ببث النشرات الإخبارية في الساعة السادسة مساءً والساعة التاسعة مساءً والنشرة الأخيرة في الثانية عشر منتصف الليل، بالإضافة إلى برنامج لقاء خاص.
منذ عام 1441 هـ الموافق 2020، بدأت قناة المجد الإخبارية بنقل وقائع المؤتمرات الصحفية الدورية عن مستجدات فيروس كورونا، إلى جانب عدة قنوات خليجية وعربية.
تُبث القناة عبر نظام استقبال المجد فقط لأنها ضمن القنوات المشفرة

## معرض صور

الشعار الأول للقناة من انطلاقها عام 1427 هـ - 2006 حتى عام 1429 هـ - 2008
الشعار الثاني للقناة من عام 1429 هـ - 2008 حتى عام 1436 هـ - 2015